# 森祖道
森 祖道（もり そどう、1934年 - ）は、日本の仏教学者、文学博士（東大）。愛知学院大学教授。パーリ学仏教文化学会理事、日本印度学仏教学会理事、大正大学綜合仏教研究所顧問などを歴任。

## 来歴
東京都生まれ。1962年駒澤大学仏教学部禅学科卒業。東京大学大学院人文科学研究科博士課程（印度哲学）修了。スリランカや英国に留学（ロンドン大・ケンブリッジ大）。1971年城西大学助教授 、1977年城西大学教授。1981年「パーリ・アッタカターの研究」で文学博士号（東大）取得。
1991年愛知学院大教授、同大学人間文化研究所長を経て、大正大学綜合仏教研究所顧問。1992年パーリ学仏教文化学会理事、パーリ文献協会（英国PTS）日本代表。1999年日本印度学仏教学会理事、評議員などを歴任。
著書に「スリランカの大乗仏教:文献・碑文・美術による解明」「パーリ仏教註釈文献の研究 : アッタカターの上座部的様相」「ミリンダ王 : 仏教に帰依したギリシャ人」（浪花宣明と共著）など。

## アカハラ問題
清水俊史が馬場紀寿を批判したことに対し、馬場と共に書籍の出版中止を清水に迫ったことが公表された。馬場は森の教え子にあたる。

## 受賞
- 1989年 東方学術賞（The Eastern Study Prize）
- 2002年 パーリ学仏教文化学会特別賞

## 著書
- 『パーリ仏教註釈文献の研究 アッタカターの上座部的様相』山喜房仏書林, 1984.2
- 『スリランカの大乗仏教 文献・碑文・美術による解明』大蔵出版, 2015.6

### 共編著
- 『ミリンダ王 仏教に帰依したギリシャ人』(Century books. 人と思想) 浪花宣明 共著. 清水書院, 1998.12
- 『長部経典』全3巻 (原始仏典) 中村元監修, 浪花宣明共編, 中村元 [ほか]訳. 春秋社, 2003.
- 『中部経典』全4巻 (原始仏典) 中村元 監修, 浪花宣明共編, 浪花宣明 訳. 春秋社, 2004-05

翻訳
- リチャード・F.ゴンブリッチ『インド・スリランカ上座仏教史 テーラワーダの社会』山川一成共訳. 春秋社, 2005.3

### 論文
- CiNii>森祖道
- INBUDS>森祖道